# Lacon ladae
Lacon ladae là một loài bọ cánh cứng trong họ Elateridae. Loài này được Mertlik & Dusanek miêu tả khoa học năm 2006.